# Kaštel Žegarski
Kaštel Žegarski – wieś w Chorwacji, w żupanii zadarskiej, w mieście Obrovac. W 2011 roku liczyła 135 mieszkańców.